# نوربرت والتر
نوربرت والتر (بالألمانية: Norbert Walter)‏ (و. 1979  م) هو لاعب كرة طائرة، من ألمانيا، ولد في برلين، يلعب كليبرو ‏.